# Houlle
Houlle es una comuna francesa situada en el departamento de Paso de Calais, en la región de Alta Francia.

## Demografía
| 564 | 657 | 575 | 650 | 864 | 917 | 1137 |
| Para los censos de 1962 a 1999 la población legal corresponde a la población sin duplicidades (Fuente: INSEE [Consultar]) |     |     |     |     |     |      |